# RavenDB
RavenDB è un database orientato ai documenti completamente ACID e open-source; scritto in C# e sviluppato da Hibernating Rhinos Ltd. È multi piattaforma, supportata Windows, Linux e MacOS. RavenDB memorizza i dati sotto forma di documenti JSON, e può essere installato con support per i cluster distribuiti con replica master-master.

## Storia
Originariamente chiamato “Rhino DivanDB”, RavenDB inizia come un progetto di Oren Eini (alias Ayende Rahien) nel 2008 ed è sviluppato da Hibernating Rhinos Ltd. La società sostiene che è stato il primo database orientato ai documenti ad essere eseguito in modo nativo col framework .NET. È stato uno fra i primi database orientati ai documenti a fornire garanzie di tipo ACID.
Nel 2019 Hibernating Rhinos ha cominciato ad offrire RavenDB come un servizio cloud chiamato RavenDB Cloud.

## Storia delle versioni
| Versione | Data          | Funzionalità aggiunte (elenco parziale)                          | Supportato? |
| -------- | ------------- | ---------------------------------------------------------------- | ----------- |
| 1.0      | Maggio 2010   |                                                                  | No          |
| 2.0      | Gennaio 2013  | Replica                                                          | No          |
| 2.5      | Giugno 2013   | Proiezioni; Query basate su facet                                | No          |
| 3.0      | Novembre 2014 | Java API; Motore di persistenza Voron                            | No          |
| 3.5      | Ottobre 2016  | Clustering                                                       | Sì          |
| 4.0      | Febbraio 2018 | Supporto multi piattaforma; disponibile con una licenza gratuita | No          |
| 4.1      | Agosto 2018   | [ 18 ] [ 30 ]                                                    | No          |
| 4.2      | Maggio 2019   | Supporto per le Graph query                                      | Sì          |
| 5.0      | Luglio 2020   | Serie temporali; Compressione dei dati usando l’algoritmo zstd   | Sì          |

## Architettura del sistema
I dati sono memorizzati come documenti senza schema in formato JSON. A livello di archiviazione, i documenti sono scritti in un formato binario chiamato “blittable”. I documenti sono raggruppati in collection, ogni documento appartiene solo ed unicamente a una collection.
I database possono essere distribuiti su un cluster di server (chiamati ‘nodi’) usando replica multi-master. Alcune operazioni a livello di cluster richiedono il consenso della maggioranza dei nodi, il consenso è determinato usando un’implementazione dell’algoritmo Raft chiamata Rachis. Le attività sono distribuite ai diversi nodi in modo bilanciato.
Originariamente RavenDB usava il motore di archiviazione Esent. Nella Versione 3.0 è stato sostituito con un nuovo motore di archiviazione, open source, chiamato Voron.
Il database client è disponibile per C#, C++, Java, Node.js, Python, Ruby e Go.

## Caratteristiche principali
- Transazioni ACID cluster-wide – le transazioni ACID possono essere eseguite a livello di cluster (oltre a transazioni a livello di singolo nodo). La transazione sarà completata solo se confermata dalla maggioranza dei nodi; altrimenti, la transazione è annullata e viene eseguito il roll back.[6][18]

## Indici e query
Le query sono espresse in LINQ o con un linguaggio di query personalizzato chiamato RQL (acronimo di Raven Query Language) che ha una sintassi simile a SQL.
- Indici dinamici – in RavenDB le query possono essere soddisfatte solo da un indice; se non esiste un indice appropriato, un nuovo indice viene creato per soddisfare la query.[6][14][4][22][23][9]
- Graph Query – documenti in relazione tra loro possono essere trattati come vertici in un grafo, e le relazioni come collegamenti. Questo consente di creare query recorsive.[36][37][38]
- Proiezioni – gli indici possono essere configurati in modo da trasformare i dati indicizzati, eseguire calcoli, eseguire aggregazioni ed eseguire codice JavaScript lato del server.[6][8][39]
- Ricerca full-text – a basso livello, i dati sono indicizzati tramite Lucene.net, questo comporta che gli indici supportano ricerche full-text.[6][16][22][23][40][41]

## Estensioni del documento
I documenti possono essere estesi con altri tipi di dati meno adatti a JSON. Queste estensioni possono essere lette, modificate e memorizzate indipendentemente dal documento stesso.
- Allegati – i documenti possono avere più allegati con qualsiasi tipo formato, come immagini, audio, o binario puro.[4]
- Serie temporali – Dati numerici associati con tempi specifici e ordinati in ordine cronologico.[33][32]

## RavenDB Cloud
RavenDB Cloud è un database distribuito-as-a-service, lanciato nel 2019 su AWS, Azure e Google Compute Platform (GCP). Il servizio esegue attività amministrative come la manutenzione dell’hardware e gestisce la sicurezza per gli utenti. Garantisce la condivisione delle CPU fra i diversi nodi in un cluster per evitare throttling.

## Licenza
RavenDB è open source sotto licenza di AGPL v3.0. È disponibile con una licenza gratuita e una licenza commerciale.